# ورع (خلق)
الوَرَعُ (في اللغة): التَّـقْوَى، والتَّحَرُّج، والكَفُّ عن المحارِم. والورِع، بكسر الرَّاء: الرجلُ التَّقِي المتَحَرِّج، والورَعُ في الأصل كما أسلفنا، ثم اسْتعِير للكفِّ عن المباح والحلال.
والورع (في الاصطلاح): هو اجتناب الشبهات؛ خوفًا من الوقوع في المحرمات.
- وأوضح ابن القيم الفرق بين الورع والزهد فقال: (أنَّ الزهد ترك ما لا ينفع في الآخرة. والورع ترك ما يخشى ضرره في الآخرة) [3]

## شواهد الورع من السنة النبوية
روي عن الحسن بن علي  أن رسول اللّه ﷺ قال: 
| ورع (خلق) | دع ما يريبك إلى ما لا يريبك، فإنَّ الصدق طمأنينة، وإنَّ الكذب ريبة | ورع (خلق) |

قال ابن حجر: (قوله «يريبك» بفتح أوله ويجوز الضمُّ، يقال: رابه يريبه بالفتح، وأرابه يريبه بالضمِّ ريبة، وهي الشكُّ والتردد، والمعنى إذا شككت في شيء فدعه، وترك ما يُشَكُّ فيه أصل عظيم في الورع... قال الخطابي: كلُّ ما شَكَكْتَ فيه، فالورع اجتنابُه).
روي عن سعد بن أبي وقاص وحذيفة بن اليمان  أن رسول اللّه ﷺ قال: 
| ورع (خلق) | فضل العلم أحبُّ إليَّ من فضل العبادة، وخير دينكم الورع. | ورع (خلق) |

قال المناوي: (لأنَّ الوَرِع دائم المراقبة للحقِّ، مستديم الحذر أن يمزج باطلًا بحقٍّ، كما قال الحبر: كان عمر كالطير الحذر. والمراقبة توزن بالمشاهدة، ودوام الحذر يعقب النجاة والظفر)
| ورع (خلق) | عن النعمان بن بشير قال: سمعت رسول الله ﷺ يقول: (الحلال بيِّن، والحرام بيِّن، وبينهما مشبَّهات لا يعلمها كثير من الناس، فمن اتَّقى المشبَّهات استبرأ لدينه وعرضه، ومن وقع في الشبهات كراع يرعى حول الحِمَى يوشك أن يُواقعه، ألا وإنَّ لكلِّ ملك حمى، ألا إنَّ حمى الله في أرضه محارمه، ألا وإنَّ في الجسد مضغة إذا صلحت صلح الجسد كلُّه، وإذا فسدت فسد الجسد كلُّه، ألا وهي القلب). | ورع (خلق) |

قال ابن رجب: (هذا الحديث حديث عظيم؛ وهو أحد الأحاديث التي مدار الدين عليها، وقد قيل: إنَّه ثلث العلم أو ربعه... ومعنى الحديث: أنَّ الله أنزل كتابه، وبيَّن فيه حلاله وحرامه، وبيَّن النبي ﷺ لأمته ما خفي من دلالة الكتاب على التحليل والتحريم، فصرَّح بتحريم أشياء غير مصرَّح بها في الكتاب، وإن كانت عامتها مستنبطة من الكتاب وراجعة إليه، فصار الحلال والحرام على قسمين:
- أحدهما: ما هو واضح لا خفاء به على عموم الأمة؛ لاستفاضته بينهم وانتشاره فيهم، ولا يكاد يخفى إلا على من نشأ ببادية بعيدة عن دار الإسلام؛ فهذا هو الحلال البيِّن والحرام البيِّن. ومنه: ما تحليله وتحريمه لعينه، كالطيبات من المطاعم، والمشارب والملابس، والمناكح، والخبائث من ذلك كله. ومنه: ما تحليله وتحريمه من جهة كسبه، كالبيع، والنكاح، والهبة، والهدية، وكالربا، والقمار، والزنا، والسرقة، والغصب، والخيانة، وغير ذلك.
- والآخر: ما لم ينتشر تحريمه وتحليله في عموم الأمة؛ لخفاء دلالة النص عليه، ووقوع تنازع العلماء فيه ونحو ذلك، فيشتبه على كثير من الناس، هل هو من الحلال أو من الحرام؟ وأمَّا خواص أهل العلم الراسخون فيه فلا يشتبه عليهم؛ بل عندهم من العلم الذي اختصوا به عن أكثر الناس ما يستدلون به على حلِّ ذلك أو حرمته، فهؤلاء لا يكون ذلك مشتبهًا عليهم لوضوح حكمه عندهم.

أما من لم يصل إلى ما وصلوا إليه فهو مشتبه عليه؛ فهذا الذي اشتبه عليه إن اتقى ما اشتبه عليه حلَّه وحرمه، واجتنبه فقد استبرأ لدينه وعرضه، بمعنى أنه طلب لهما البراءة مما يشينهما، وهذا معنى الحديث الآخر: ((دع ما يريبك إلى ما لا يريبك)). وهذا هو الورع، وبه يحصل كمال التقوى).

## أنواع الورع

### 1- الورع الواجب
قال ابن تيمية: (وأما الورع الواجب: فهو اتقاء ما يكون سببًا للذمِّ والعذاب، وهو فعل الواجب وترك المحرم، والفرق بينهما فيما اشتبه أمن الواجب هو أم ليس منه؟ وما اشتبه تحريمه أمن المحرم أم ليس منه؟ فأما ما لا ريب في حله فليس تركه من الورع، وما لا ريب في سقوطه فليس فعله من الورع. وقولي (عند عدم المعارض الراجح) فإنه قد لا يترك الحرام البيِّن، أو المشتبه، إلا عند ترك ما هو حسنة موقعها في الشريعة أعظم من ترك تلك السيئة، مثل من يترك الائتمام بالإمام الفاسق؛ فيترك الجمعة والجماعة والحجَّ والغزو، وكذلك قد لا يؤدي الواجب البين، أو المشتبه إلا بفعل سيئةٍ أعظم إثمًا من تركه، مثل من لا يمكنه أداء الواجبات من الأمر بالمعروف والنهي عن المنكر لذوي السلطان، إلا بقتال فيه من الفساد أعظم من فساد ظلمه. والأصل في الورع المشتبه، قول النبي ﷺ ((الحلال بَيِّنٌ، والحرام بَيِّنٌ، وبين ذلك أمور مشتبهات... ))وهذا في الصحيحين. وفي السنن قوله: ((دع ما يريبك إلى ما لا يريبك)). وقوله: ((البرُّ ما اطمأنَّت إليه النفس، وسكن إليه القلب)). وقوله في صحيح مسلم في رواية: ((البرُّ حسن الخلق، والإثم ما حاك في نفسك، وإن أفتاك الناس)).  ((وإنه رأى على فراشه تمرة، فقال: لولا أني أخاف أن تكون من تمر الصدقة لأكلتها)).)

### 2- الورع الفاسد
قال ابن تيمية: (كثيرٌ من الناس تنفر نفسه عن أشياء لعادةٍ ونحوها، فيكون ذلك مما يقوِّي تحريمها واشتباهها عنده، ويكون بعضهم في أوهام وظنون كاذبة، فتكون تلك الظنون مبناها على الورع الفاسد، فيكون صاحبه ممن قال الله تعالى فيه: «إِن يَتَّبِعُونَ إِلاَّ الظَّنَّ وَمَا تَهْوَى الأَنفُسُ » [النجم: 23]، وهذه حال أهل الوسوسة في النجاسات؛ فإنهم من أهل الورع الفاسد المركب من نوع دين، وضعف عقل، وعلم، وكذلك ورع قوم يعدون غالب أموال الناس محرمة أو مشتبهة أو كلها، وآلَ الأمر ببعضهم إلى إحلالها لذي سلطان؛ لأنَّه مستحقٌّ لها وإلى أنَّه لا يقطع بها يد السارق ولا يحكم فيها بالأموال المغصوبة. وقد أنكر حال هؤلاء الأئمة كأحمد بن حنبل وغيره، وذم المتنطعين في الورع. وقد روى مسلم في صحيحه عن عبد الله بن مسعود قال: ((قال رسول الله ﷺ هلك المتنطعون. قالها ثلاثًا)).
وورع أهل البدع كثيرٌ منه من هذا الباب، بل ورع اليهود والنصارى والكفار عن واجبات دين الإسلام من هذا الباب، وكذلك ما ذمه الله تعالى في القرآن من ورعهم عمَّا حرَّموه ولم يحرِّمه الله تعالى، كالبحيرة والسائبة والوصيلة والحام. ومن هذا الباب الورع الذي ذمَّه الرسول ﷺ في الحديث الذي في الصحيح، لما ترخَّص في أشياء؛ فبلغه أن أقوامًا تنزهوا عنها فقال: ((ما بال رجالٍ يتنزهون عن أشياء أترخَّص فيها، والله إني لأرجو أن أكون أعلمهم بالله وأخشاهم. وفي رواية: أخشاهم وأعلمهم بحدوده له)). وكذلك حديث صاحب القبلة. ولهذا يحتاج المتدين المتورع إلى علمٍ كثيرٍ بالكتاب والسنة والفقه في الدين، وإلا فقد يفسد تورعه الفاسد أكثر مما يصلحه.
الثالثة: جهة المعارض الراجح. هذا أصعب من الذي قبله؛ فإنَّ الشيء قد يكون جهة فساده يقتضي تركه فيلحظه المتورع؛ ولا لحظ ما يعارضه من الصلاح الراجح؛ وبالعكس فهذا هذا. وقد تبين أنَّ من جعل الورع الترك فقط؛ وأدخل في هذا الورع أفعال قوم ذوي مقاصد صالحة بلا بصيرة من دينهم، وأعرض عما فوتوه بورعهم من الحسنات الراجحة، فإنَّ الذي فاته من دين الإسلام أعظم مما أدركه، فإنَّه قد يعيب أقوامًا هم إلى النجاة والسعادة أقرب).

### 3- الورع المندوب
قال الراغب الأصفهاني: والورع المندوب هو الوقوف عن الشبهات.

## أقوال العلماء في الورع
| ورع (خلق) | عليك بالورع يخفف الله حسابك، ودع ما يريبك إلى ما لا يريبك، وادفع الشك باليقين يسلم لك دينك. | ورع (خلق) |

| ورع (خلق) | وقال بعض الصحابة كنا ندع سبعين بابًا من الحلال؛ مخافة أن نقع في بابٍ من الحرام). | ورع (خلق) |

| ورع (خلق) | لا يصيب عبد حقيقة الإيمان؛ حتى يجعل بينه وبين الحرام حاجزًا من الحلال، وحتى يدع الإثم وما تشابه منه. | ورع (خلق) |

| ورع (خلق) | تمام التقوى أن يتقي اللهَ العبدُ، حتى يتقيه من مثقال ذرة، وحتى يترك بعض ما يرى أنه حلال، خشية أن يكون حرامًا، حجابًا بينه وبين الحرام. | ورع (خلق) |

وقال أبو سليمان الداراني: (الورع أول الزهد، كما أنَّ القناعة أول الرضا).

## للورع درجات
- قسم الإمام الغزالي الورع ألى أربع درجات:

1. ورع العدول،

1. ورع الصالحين،

1. ورع المتقين،

1. ورع الصديقين.[20]

- وقسم الهروي الورع إلى ثلاث درجات:
- الأولى: تجنُّب القبائح لصون النفس وتوفير الحسنات وصيانة الإيمان.
- الثانية: حفظ الحدود عند ما لا بأس به إبقاءً على الصيانة والتقوى وصعودًا عن الدناءة وتخلصًا عن اقتحام الحدود.
- الثالثة: التورُّع عن كلِّ داعيةٍ تدعو إلى شتات الوقت والتعلُّق بالتفرُّق وعارض يعارض حال الجميع).[21]

## صور الورع
1- الورع في النظر:
قال عمرو بن مرة: (ما أحبُّ أني بصير، كنت نظرت نظرةً وأنا شاب).
2- الورع في السمع:
روي عن عن أبي هريرة  أن رسول اللّه ﷺ قال: 
| ورع (خلق) | من استمع إلى حديث قومٍ لا يحبُّون أن يستمع حديثهم، أذيب في أذنه الآنك | ورع (خلق) |

وعن نافع قال: (سمع ابن عمر مزمارًا -قال- فوضع أصبعيه على أذنيه ونأى عن الطريق، وقال لي: يا نافع هل تسمع شيئًا؟ قال فقلت لا. قال فرفع أصبعيه من أذنيه وقال: كنت مع النبي ﷺ فسمع مثل هذا فصنع مثل هذا).
3- الورع في الشم:
عن عمر بن عبد العزيز : (أنه أُتي بغنائم مسك؛ فأخذ بأنفه، فقالوا: يا أمير المؤمنين: تأخذ بأنفك لهذا؟ قال: إنما ينتفع من هذا بريحه؛ فأكره أن أجد ريحه دون المسلمين).
4- الورع في اللسان:
- عن الحسن بن حي قال: (فتشت عن الورع؛ فلم أجده في شيءٍ أقل منه في اللسان).[27]
- وعن عمر بن الخطاب ، أنه اطلع على أبي بكر  وهو يمدُّ لسانه، فقال: ما تصنع يا خليفة رسول الله؟ قال: هذا أوردني الموارد، إن رسول الله ﷺ قال: ((ليس شيءٌ من الجسد إلا يشكو إلى الله اللسان على حدَّته)).[28]
- وعن الفضيل بن عياض قال: (أشدُّ الورع في اللسان).[27]

5- الورع في البطن:
روي عن عن جندب بن عبد الله  أن رسول اللّه ﷺ قال: 
| ورع (خلق) | من استطاع منكم ألا يجعل في بطنه إلا طيبًا فليفعل؛ فإن أول ما ينتن من الإنسان بطنه. | ورع (خلق) |

روي عن عن أبي هريرة  أن رسول اللّه ﷺ قال: 
| ورع (خلق) | إن الله طيبٌ لا يقبل إلا طيبًا، وإن الله أمر المؤمنين بما أمر به المرسلين، فقال: ((يَا أَيُّهَا الرُّسُلُ كُلُوا مِنَ الطَّيِّبَاتِ وَاعْمَلُوا صَالِحًا)) [المؤمنون: 51]، وقال: ((أَيُّهَا الَّذِينَ آمَنُواْ كُلُواْ مِن طَيِّبَاتِ مَا رَزَقْنَاكُمْ)) [البقرة: 172]، ثم ذكر العبد يطيل السفر أشعث أغبر، رافعًا يديه: يا رب يا رب، ومطعمه حرام، ومشربه حرام، وملبسه حرام، وغُذِي بالحرام، فأنَّى يُستجاب لهذا؟)). | ورع (خلق) |

6- الورع في الفتوى:
فعن البراء  قال: (لقد رأيت ثلاثمائة من أهل بدر، ما منهم من أحد، إلا وهو يحبُّ أن يكفيه صاحبُه الفتوى).
(كان ابن سيرين إذا سُئل عن شيء من الحلال والحرام تغير لونه وتبدل، حتى كأنه ليس بالذي كان.
وقال عطاء بن السائب: أدركت أقوامًا، إن كان أحدهم ليسأل عن الشيء فيتكلَّم وإنه ليرعد.
وروي عن مالك أنه كان إذا سئل عن مسألة، كأنه بين الجنة والنار).